# مدهوریما
مدهوریما (به انگلیسی: Madhuurima) یا نایرا بانرجی (زاده ۱۴ می ۱۹۸۷) بازیگر و مدل هندی است.
از فیلم‌هایی که وی در آن نقش داشته‌است می‌توان به رابطه یک‌شبه، سرقت، هویت، آن یکی و پرتقال اشاره کرد.